# Зообентос

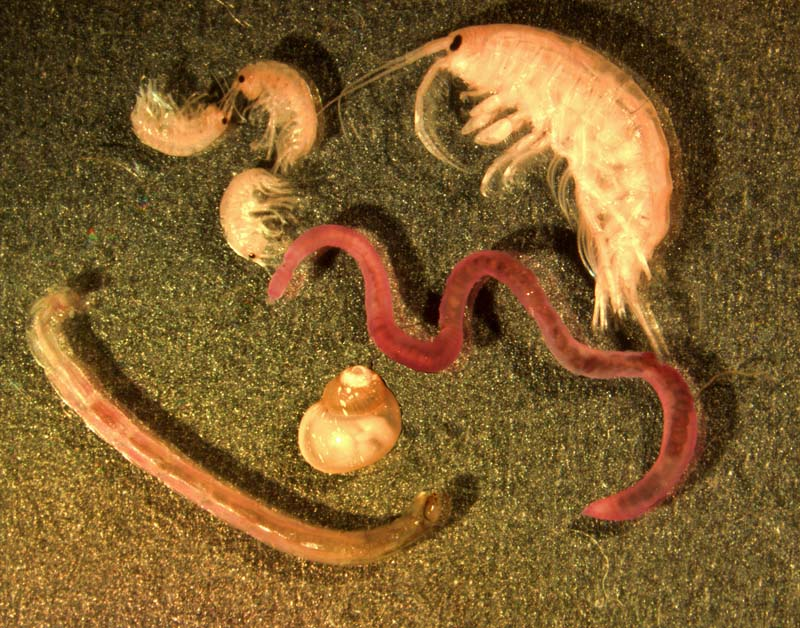
Типові морські тварини зообентоса

Зообентос — тваринний бентос, сукупність тваринних організмів, що мешкають на дні водойм. Склад зообентосу залежить від проточності води, її солоності, температури та ін. факторів.